# Province de Temotu
La province de Temotu est la province la plus orientale des Salomon. Elle est constituée principalement par les îles Santa Cruz et les îles Anuta, Fatutaka, Duff, Tikopia, Tinakula ainsi que des îles Reef. Sa population était de 18 912 habitants en 1999. Sa capitale est Lata sur Nendo.